# Hermann Edtbauer
Hermann Edtbauer  (* 29. Mai 1911 in Linz; † 15. Dezember 2012 in St. Georgen bei Obernberg am Inn) war ein österreichischer Volksschullehrer, Chorleiter, Rundfunkmoderator und Mundartautor.

## Leben und Wirken
Hermann Edtbauer wurde am 29. Mai 1911 als uneheliches Kind der Kellnerin Emilia Maria Seraphina Edtbauer (* 9. Juni 1886 in Grünburg; zuständig nach Grünburg) in Linz geboren und am 2. Juni 1911 auf den Namen Hermann getauft.
Nachdem seine Mutter wieder nach Grünburg zurückgekehrt war, wuchs er hier auf und kam 1935 als damals 24-jähriger Junglehrer nach St. Georgen bei Obernberg am Inn, wo er 40 Jahre Leiter der örtlichen Volksschule und 64 Jahre Organist und Leiter des Kirchenchors und 60 Jahre Chorleiter der Ersten Bauernliedertafel St. Georgen war.
Während des Zweiten Weltkriegs geriet er in sowjetische Kriegsgefangenschaft, aus der er zu Weihnachten 1945 entlassen wurde.
Nach dem Vorbild Tobi Reisers begründete er die Tradition der Innviertler Adventsingen. Er engagierte sich viele Jahre als Funktionär im Sängerbund und leitete zwölf Jahre lang den Chor der Skifabrik Fischer. Seine Vorliebe für die Volkskultur kam in zahlreichen von ihm moderierten Rundfunk- und Fernsehsendungen sowie Zeitungsartikeln für die lokale Presse zum Ausdruck. Er veröffentlichte drei Bücher in Innviertler Dialekt. Er war Mitglied der Innviertler Künstlergilde und des Stelzhamer-Bundes.

## Auszeichnungen
- Berufstitel Professor
- Konsulent der Oberösterreichischen Landesregierung für Volkskultur